# Hugues Ier de Toucy
Hugues Ier de Toucy (né vers 1060 - † entre 1100 et 1103) est seigneur de Toucy au début du XIIe siècle. Il est le fils d'Ithier Ier de Toucy, seigneur de Toucy, et de son épouse Élisabeth.

## Biographie
Vers 1098, il fonde avec ses frères Ithier II de Toucy et Narjot Ier de Toucy l'abbaye de Crisenon,.
Il est mentionné dans une charte antérieure à 1100 par laquelle son frère aîné Ithier II de Toucy le reconnaît comme successeur avant de partir en Terre Sainte lors de la première croisade, où il trouve la mort.
En 1100, il apparaît avec son frère Narjot Ier de Toucy dans une donation à l'abbaye de Molesme faite avant que tous deux partent pour Jérusalem, mais ce voyage ne se fera pas.
Il décède probablement peu après sans union ni postérité. Son frère puîné Narjot lui succède.

## Mariage et enfants
Hugues Ier de Toucy n'a pas contracté d'union et n'a pas de postérité connue.

## Source
- Ernest Petit, Histoire des ducs de Bourgogne de la race capétienne, 1889.